# Caso Los 10 de Luluncoto
El caso Los 10 de Luluncoto es un proceso judicial de Ecuador en materia penal en contra de diez personas acusadas de los delitos de subversión, sabotaje y terrorismo por el presidente Rafael Correa al estos supuestamente formar parte de una célula subversiva del Partido Comunista Marxista Leninista (PCMLE) de extrema izquierda.
Las diez personas procesadas son: Luis Merchán, Royce Gómez, Abigail Heras, Ana Campaña, Víctor Vinueza, Pablo Castro, Fauda Tapia, Héctor Estupiñán, Santiago Gallegos y César Zambrano; quienes fueron detenidas el 3 de marzo de 2012 tras un operativo policial denominado «Sol Rojo». El principal acusador es el Ministerio del Interior y el caso fue seguido por la Fiscalía General del Estado.
El 7 de junio de 2016, los jueces de la Sala Penal de la Corte Nacional de Justicia en audiencia de casación resolvieron declarar extinta la pena para los 10 de Luluncoto.

## Acontecimientos

### Notitia criminis
El 19 de diciembre de 2011, el presidente colombiano Juan Manuel Santos visita la ciudad de Quito como parte del restablecimiento de relaciones diplomáticas entre Ecuador y Colombia tras la ruptura de estas a raíz de la Operación Fénix. En esa fecha será cuando en el Parque República de India, en Quito, el World Trade Center de Guayaquil y el Parque Calderón de Cuenca se detonaron bombas panfletarias entre las 10h00 y 10h30 con mensajes en contra del mandatario extranjero, así como también al presidente ecuatoriano Rafael Correa, el ataque dejó como saldo una persona con heridas leves. Estos mensajes se encontraban firmados por una organización denominada Fuerzas Armadas Insurgentes Revolucionarias del Ecuador (FAIRE).

## Operativo Sol Rojo
La Policía Nacional desplegó, el 3 de marzo de 2012, un operativo silencioso que duró alrededor de siete horas en el sector de Luluncoto, al sur de la ciudad de Quito. El operativo fue denominado como «Sol Rojo» y contó con la intervención de veinte uniformados pertenecientes a la Unidad de Lucha Contra el Crimen Organizado (ULCO).
Alrededor de las 16:00 (UTC-5), se detuvo a diez personas supuestamente vinculadas a una subversión contra el Estado. Este grupo sería supuestamente parte del Grupo de Combatientes Populares (GCP), que sería el brazo armado del Partido Comunista Marxista Leninista (PCMLE).
El Ministerio del Interior indicó que como evidencia del delito se han encontrado manuales para la fabricación de bombas, estrategias de combate y formación militar, y agendas para la ejecución de “llamadas de explosivos” en marchas de protestas; halladas dentro de siete teléfonos celulares, dos chips para celular, seis memorias de datos portables, una carpeta con documentos, panfletos y tres agendas que fueron incautadas en el departamento, al que se incluye un cheque girado a favor de Jail F., que presuntamente tiene la firma del Movimiento Popular Democrático (MPD).

#### Perfil de Detenidos
Al momento de su detención los acusados realizaban las siguientes actividades.
| Nombre            | Edad | Ocupación y Cargos | Residencia                          |
| ----------------- | ---- | --- | ----------------------------------- |
| Luis Merchán      | 23   | Estudiante de Derecho en la Universidad de Guayaquil | Guayaquil, Provincia del Guayas     |
| Royce Gómez       | 25   | Odontólogo en prácticas en zona rural | Guayaquil, Provincia del Guayas     |
| Abigail Heras     | 28   | Estudiante de Derecho en la Universidad de Cuenca Integrante de la Asociación Femenina Universitaria | Cuenca, Provincia de Azuay          |
| Ana Campaña       | 23   | Egresada de Administración en la Universidad Central Integrante de la Asociación Femenina Universitaria Exvicepresidenta de la Asociación de Escuela de Contabilidad y Auditoría Excandidata a presidencia de la Federación de Estudiantes Universitarios | Quito, Provincia de Pichincha       |
| Víctor Vinueza    | 48   | Empleado de la Facultad de Filosofía de la Universidad Central Exvicepresidente de la Asociación de Empleados de la Facultad | Quito, Provincia de Pichincha       |
| Fauda Tapia       | 18   | Estudiante de Derecho en la Universidad Central | Quito, Provincia de Pichincha       |
| Héctor Estupiñán  | 27   | Delegado del Consejo de Participación Ciudadana de Esmeraldas | Esmeraldas, Provincia de Esmeraldas |
| Santiago Gallegos | 30   | Empleado del Instituto de Seguridad Social en Ibarra Estudiante de Maestría en la Universidad Tecnológica Equinoccial | Ibarra, Provincia de Imbabura       |
| César Zambrano    | 18   | Postulante de Sociología | Esmeraldas, Provincia de Esmeraldas |
| Pablo Castro      | 24   | Estudiante de Gobernabilidad en la Universidad Central Presidente de la Federación de Estudíantes Secundarios (2007-2009) | Quito, Provincia de Pichincha       |

Fuente:

### Audiencia de flagrancia y preparatoria del juicio
El día siguiente a la detención, el 4 de marzo, se realiza la audiencia de flagrancia donde se expone el caso en contra de los detenidos Luis Merchán, Royce Gómez, Abigail Heras, Ana Campaña, Víctor Vinueza, Fauda Tapia, Héctor Estupiñán, Santiago Gallegos, César Zambrano y Pablo Castro; este último expresidente de la Federación de Estudiantes Secundarios (FESE). Las acusaciones por las cuales serían señalados irían desde la detonación de las bombas panfletarias del año pasado hasta ser dirigentes provinciales del Grupo de Combatientes Populares (GCP) y estar planeando en una reunión clandestina nuevos atentados dentro de marchas a partir del 8 del mismo mes, siendo esto frustrado en el operativo.
Para el 5 de marzo se realiza la audiencia de formulación oral con la presencia de la fiscal Diana Fernández que presentaría las pruebas halladas en el operativo, a la vez que el juez Juan Pablo Hernández señala la existencia de pruebas que vinculan al Movimiento Popular Democrático (MPD). Para este momento, nueve de los diez acusados se encontraban bajo prisión preventiva en el Centro de Detención Provisional y Fadua Tapia bajo arresto domiciliario por encontrarse embarazada.
Desde la directiva emepedista, Luis Villacís señala que solo conoce a cuatro de los detenidos y ha presentado un pedido de habeas corpus para la liberación de los diez implicados. Al siguiente día, descarta la acusación de "atentar contra la seguridad del estado" dicha por el ministro José Serrano Salgado, indicando que el grupo se encontraba organizándose para la marcha del 8 de marzo y debatiendo sobre temas políticos, aceptando la vinculación de estos con el MPD y acusando a Serrano de pretender atemorizar a los organizadores de la protesta. El 12 de julio será negado el habeas corpus para los detenidos.
El 25 de julio, el juez acoge el pedido del fiscal José Luis Jaramillo de llamar a juicio a los acusados, manteniendo la prisión preventiva sobre los sujetos. El caso pasa a la Tercera Sala del Tribunal Penal de Pichincha donde el 23 de septiembre se niega el pedido de anular el juicio.

### Nueva evidencia yhabeas corpus
En noviembre, la defensa pide al juzgado que dispusiera la realización de un análisis de las computadoras de la Unidad de Lucha Contra el Crimen Organizado (ULCO), de la Fiscalía y del Juzgado Vigésimo Segundo de lo Penal para determinar en qué máquinas se realizaron los oficios que permitieron el allanamiento y detención hechos en el operativo. El Tribunal acepta esto en dos providencias emitidas el 19 y el 27 de dicho mes.
El peritaje de Rafael Melgarejo no halla los documentos necesarios para realizar el operativo en las computadoras de la fiscal diana Fernández y del juez Juan Pablo Hernández, siendo este informe usado por la defensa hecha por los abogados Ciro Guzmán y Patricio Armijos para indicar que existieron procedimientos ilegales cometidos por la exfiscal y el exjuez. Estos hechos han sido rechazados por policías que declaran que si existieron esas órdenes.
Para el 3 de diciembre, la Comisión Ecuménica de Derechos Humanos (CEDH) público su informe psicosocial titulado "Ocaso de la Justicia: El caso Sol Rojo" indicando en este que ocho de los acusados sufren de depresión y otras afecciones psicológicas, y algunos de los familiares tienen síntomas de estrés postraumático. Mientras tanto, 9 de los detenidos iniciaban una huelga de hambre buscando imparcialidad en su caso.
El 10 de diciembre se planificaba la audiencia de juzgamiento debido a que uno de los jueces encargado del caso, Vladimir Jhayya, había pedido licencia médica. La noticia se la escuchó en medio de los actos de apoyo a los detenidos. A la espera de una nueva fecha, el 14, Royce Gómez es internado en el hospital Eugenio Espejo por una caída en la presión arterial y en glucosa. El 18 nuevamente es suspendida la audiencia donde se iba a buscar la obtención del habeas corpus, esto ante la excusa del juez Julio Arrieta. Ese mismo día se difundió una cadena nacional del gobierno en contra de los acusados. Finalmente será el 19 cuando se consiga que los 7 hombres procesados sean liberados, haciéndose eso efectivo el 21, mas a las a sospechosas Cristina Campaña y Abigail Heras no se les concedió la libertad.

### Juicio
Para el 14 de enero de 2013, los abogados de la defensa denuncian una supuesta persecución ante la resolución emitida por los jueces Merck Benavides, Káiser Arévalo y Édgar Flores de la Sala Penal Militar, Penal Policial y Tránsito de la Corte Nacional de Justicia (CNJ), que argumentan el rechazo al recurso de apelación del habeas corpus negado a Heras y Campaña en la existencia de un recurso previo de misma forma. Ciro Guzmán recuerda la existencia del informe del peritaje en el nuevo recurso, sosteniéndose en que ninguno de los ya liberados ha huido. Igualmente la resolución del CNJ sugiere al Consejo de la Judicatura (CJ) una investigación de los abogados defensores que se haría efectiva para Gonzalo Realpe, Ciro Guzmán, Álex Bonifaz y Gonzalo Proaño.
El 21 de enero fueron llamados a una nueva comparecencia, iniciando así la audiencia de juzgamiento, en la cual se traslada el lugar donde se efectúa la audiencia del Palacio de Justicia a la Corte Nacional de Justicia (CNJ). A la audiencia no asistieron la mayoría de los testigos de la defensa, señalando ésta que no se informó a 40 de los 50 testigos del cambio del lugar del juicio, hecho por el cual se dio un receso de tres horas. Los argumentos de la defensa fueron considerados por la fiscalía como una estrategia, refiriéndose a que 90 de los testigos suyos si llegaron a asistir.
El 13 de febrero, mientras acontece el juicio, una marcha feminista buscó la liberación de las detenidas y sospechosos, mientras mostraban el torso desnudo. Dentro del juicio, habría de dar su testimonio el acusado Luis Merchán para luego dar paso a los alegatos finales. La estimación de la defensa fue que no existiría sentencia hasta las elecciones.
Tras 31 días, será el 26 de febrero cuando se dicte la sentencia, declarando culpables y condenándolos a un año de prisión. La defensa anuncia la apelación del caso, cuestionando que se haya aplicado artículo 160 (inciso 1) del Código Penal sobre actos de terrorismo.
En cuanto al cumplimiento de las sentencias se indicó que para el 3 de marzo Cristina Campaña y Abigaíl Heras sean liberadas. Mientras los 7 procesados que obtuvieron el habeas corpus habrían cumplido más de la mitad de la condena con 8 meses en prisión y Fadua Tapia 3 meses en arresto domiciliario.

### Eventos posteriores
El 12 de noviembre de 2013 inicia un proceso de apelación que es rechazado el 9 de diciembre. Proceso que fue iniciado ante la incapacidad de los acusados de hallar empleo producto de sus antecedentes, recordando que producto de ello fueron despedidos Víctor Vinueza de la Universidad Central (UCE) y Héctor Estupiñan del Consejo de Participación Ciudadana en Esmeraldas.
El 19 de noviembre de 2014 es detenido Pablo Castro en Riobamba, sitio donde se encontraba cursando sus estudios al no encontrar espacio en la UCE, producto de la orden de detención de 2012. Anteriormente, en septiembre de 2014, Santiago Gallegos fue arrestado en Ibarra mientras tramitaba la renovación de la licencia de conducir.
Para el 7 de junio de 2016, se declara extinta la pena a raíz de las reformas que se dieron en el nuevo Código Penal. Ante esto, el presidente Rafael Correa no consideró a los acusados como inocentes, a diferencia de los abogados defensores.
En el nuevo gobierno de Lenín Moreno, la Defensoría del Pueblo ofrece disculpas públicas a los acusados el 24 de septiembre de 2018, mientras el caso era revisado por la Mesa de Verdad y Justicia presidida por Paúl Jacome que definiría si realmente se trata de una persecución política.